# Мирное (Тараклийски район)
Мирное (на молдовски: Mirnoe; на украински: Мирне) е село, разположено в Тараклийски район, Молдова.

## Население
Населението на селото през 2004 година е 288 души, от тях:
- 84 – гагаузи (29,16 %)
- 75 – молдовци (26,04 %)
- 55 – българи (19,09 %)
- 49 – украинци (17,07 %)
- 21 – руснаци (7,29 %)
- 1 – румънец (0,34 %)
- 3 – други националности или неопределени (1,04 %)